# Гудрон

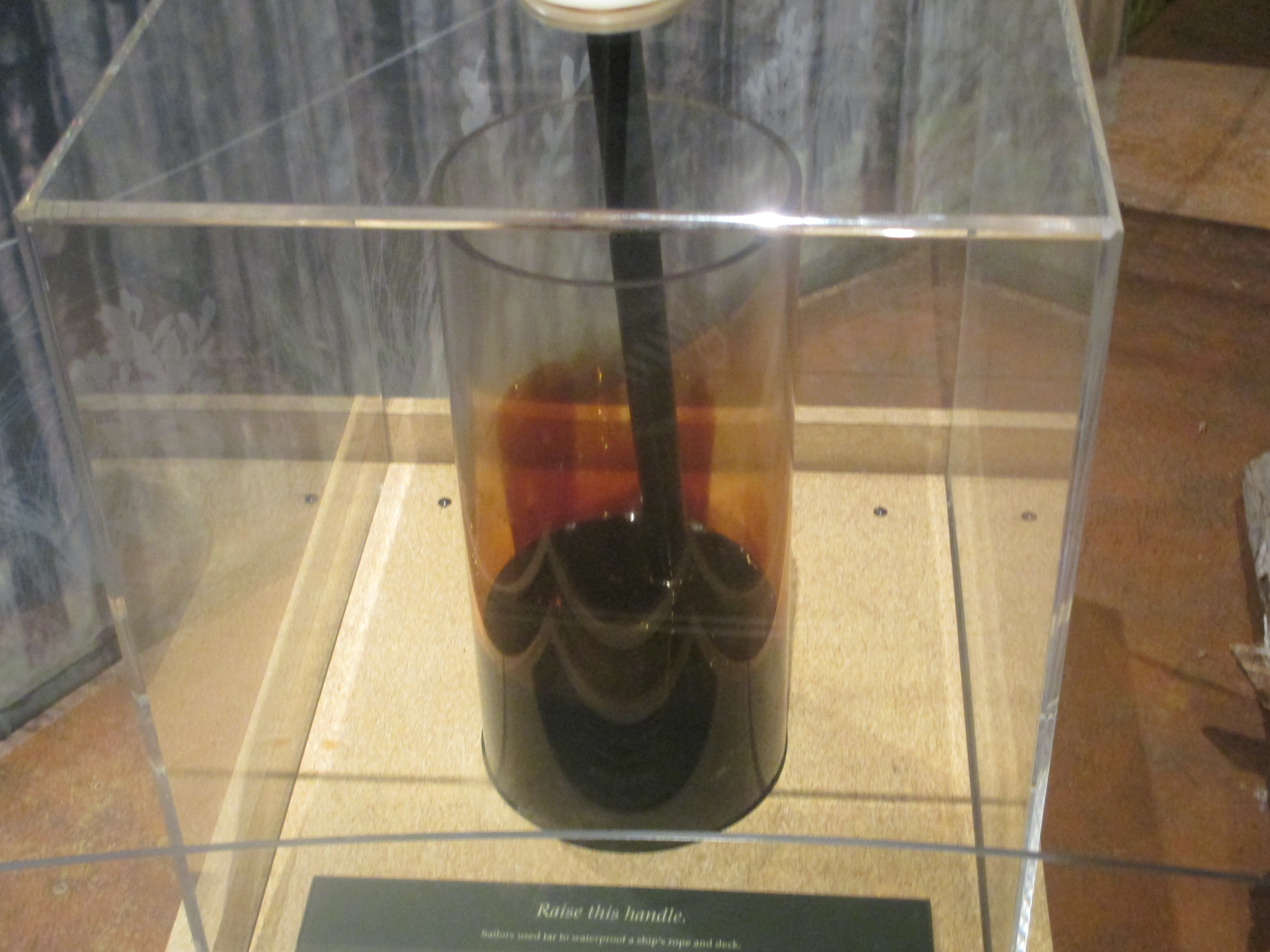

Гудро́н (фр. goudron, рос. гудрон, англ. oil tar, flux tar, нім. Goudron m) — залишок, що утворюється в результаті перегонки із нафти при атмосферному тиску і під вакуумом фракцій, які википають до 450—600 °C (залежно від природи нафти).
Вихід гудрону — від 10 до 45 % від маси нафти. Гудрон — в'язка рідина або твердий асфальтоподібний продукт чорного кольору з блискучим зламом. Містить парафінові, нафтенові і ароматичні вуглеводні (45-95 %), асфальтени (3-17 %), а також нафтові смоли (2-38 %), адсорбовані силікагелем з деасфальтованого продукту.
Зольність гудрону зазвичай менше ніж 0,5 %. Елементний склад (у % до маси): 85-87 С, 9,3-11,8 Н, 0,2-6,3 S, 0,2-0,7 N, 0,08-1,25 О. Крім того, у гудроні концентруються практично усі присутні у нафті метали; так, вміст ванадію може сягати 0,046 %, нікелю — 0,014 %.
Залежно від природи нафти й ступеня витягу газойльових фракцій, щільність гудрону становить від 0,95 до 1,03 г/см³, коксованість від 8 до 26 % до маси, температура застигання 12-55 °C, температура спалаху від 290 до 350 °C. Гудрон використовують для виробництва коктейлю молотова, дорожніх, покрівельних і будівельних бітумів, малозольного коксу, змащувальних масел, паливних газів і моторних палив.
Кислий гудрон це відходи, які утворюються при очищенні деяких нафтопродуктів (наприклад, змащувальних масел) концентрованою сірчаною кислотою. Є в'язкою рідиною чорного кольору, що містить, разом з органічними речовинами, 15-70 % сірчаної кислоти.
Застосовують у виробництві бітуму, як дорожньобудівельний матеріал, як пом'якшувач у гумовій промисловості тощо.